# Roland Petit
Roland Petit (ur. 13 stycznia 1924 w Villemomble, zm. 10 lipca 2011 w Genewie) – francuski tancerz i choreograf, Kawaler Legii Honorowej.

## Życiorys
Ukończył szkołę baletową Ballet de l'Opéra National de Paris. Jako choreograf współpracował między innymi z takimi gwiazdami baletu i filmu jak Rudolf Nuriejew, Margot Fonteyn, Michaił Barysznikow, Fred Astaire i Leslie Caron. 